# Bjarke Ingels
Bjarke Bundgaard Ingels (ur. 2 października 1974 w Kopenhadze) – duński architekt, założyciel Bjarke Ingels Group (BIG). W 2011 został ogłoszony Innowatorem Roku w Architekturze przez The Wall Street Jornual, a w 2016 magazyn TIME umieścił go na liście 100 Najbardziej Wpływowych Ludzi.

## Życiorys

### Wczesne życie
Urodził się w Kopenhadze 2 października 1974 roku w rodzinie inżyniera i dentystki, ma dwójkę rodzeństwa. W młodości podejmował się różnych prac m.in. rozwożenia gazet, sprzedawania hot dogów, sprzątania na dworcu czy pracy w hospicjum. 

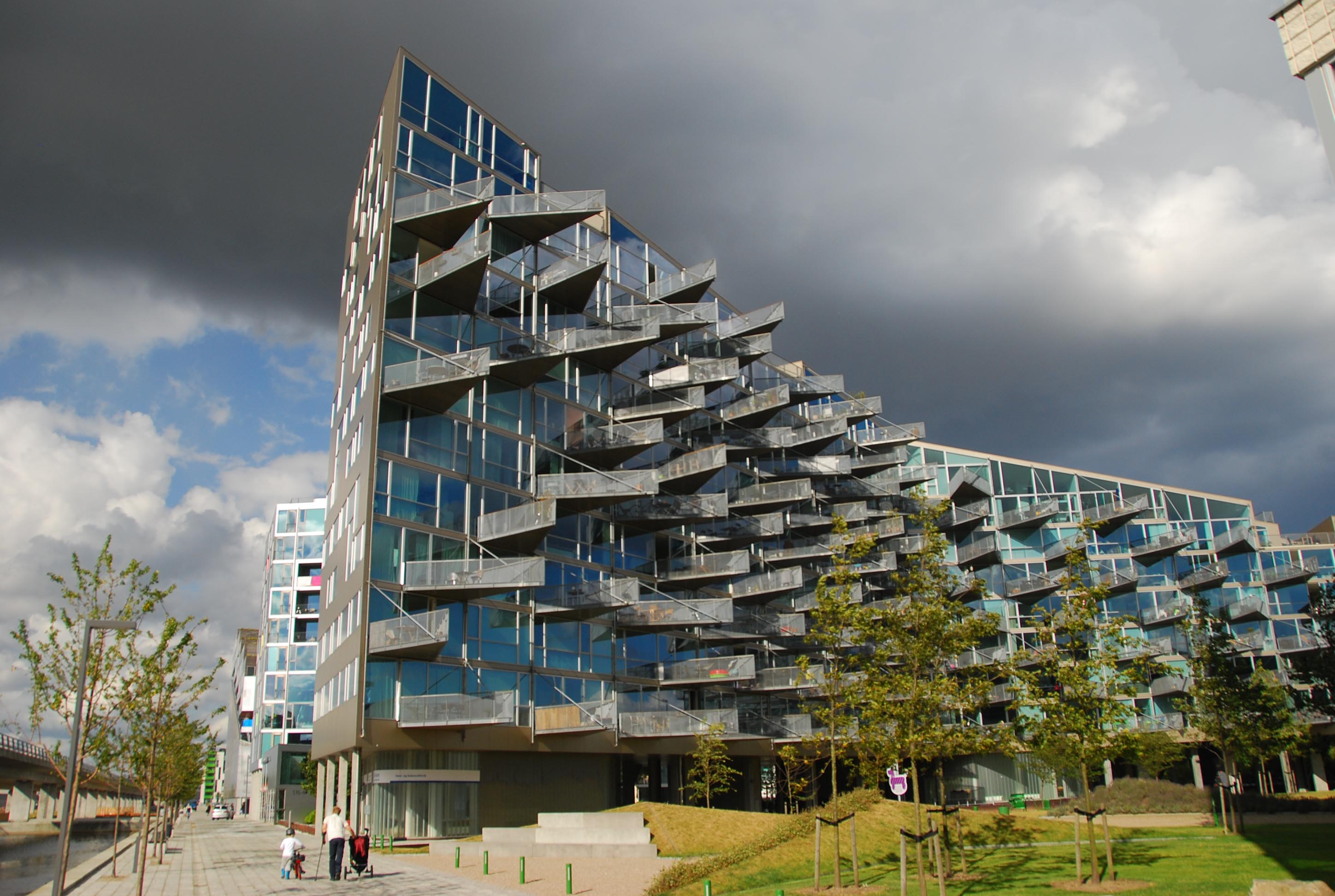
VM Houses

Od najmłodszych lat wykazywał zainteresowanie rysowaniem, chciał zostać rysownikiem komiksów. W 1993 roku zaczął studiować architekturę w Królewskiej Duńskiej Akademii Sztuk Pięknych w celu nauki rysunku. Wtedy także szczerze zainteresował się architekturą. W 1996 studiował architekturę także na uniwersytecie w Barcelonie w ramach programu Erasmus. W 1999 roku ukończył studia. Podczas studiów wraz z czterema innymi studentami pracował nad projektem kampusu uniwersyteckiego w Barcelonie. Ich projekt został zakwalifikowany do finału, studenci otrzymali 90 tysięcy dolarów na dokończenie projektu, wkrótce wynajęli biuro i podjęli dalsze prace, jednak ich projekt nie wygrał.

### Kariera
W latach 1998–2001 pracował dla Rema Koolhaasa w jego biurze Office for Metropolitan Architecture w Rotterdamie. W 2001 wrócił do Kopenhagi wraz z kolegą z poprzedniej pracy, Julienem de Smedt, by wkrótce założyć razem pracownię architektoniczną PLOT. W 2003 PLOT zrealizował m.in. projekt odkrytych basenów The Harbour Bath w porcie w Kopenhadze. W 2004 jego projekt sali koncertowej w Stravanger otrzymał nagrodę Złotego Lwa na Architektonicznym Biennale w Wenecji. W 2006 roku architekci otrzymali nagrodę Forum AID dla najlepszego domu w Skandynawii za kompleks VM Houses w dzielnicy Ørestad.
W 2005 roku założył pracownię Bjarke Ingels Group. Pierwsze biuro otwarte zostało w Kopenhadze, kolejne w Nowym Jorku (2010), Londynie (2016) i Barcelonie (2019). W 2005 roku ukończył szpital psychiatryczny w Helsingør, zaprojektowany na wzór płatka śniegu. W 2008 podczas World Architecture Festival w Barcelonie jego projekt Mountain Dwellings został ogłoszony najlepszym projektem kompleksu mieszkalnego. Mountain Dwellings to kompleks 80 mieszkań wybudowanych nad zabudowanym, wielopoziomowym parkingiem. Mieszkania ułożone są blokami stopniowo do góry, tworząc sztuczny „stok”. Na dachach znajdują się tarasy i ogródki dachowe.
W 2007 wygrał przetarg na projekt nowego Duńskiego Muzeum Morskiego w Helsingør, które wcześniej znajdowało się w zamku Kronborg, wpisanym na Listę Światowego Dziedzictwa UNESCO. Muzeum zostało zaprojektowane w dawnym suchym doku na podziemnej powierzchni 7,600 tysięcy metrów kwadratowych. Budowę rozpoczęto w 2010 i ukończono trzy lata później.
Ingels zaprojektował pawilon w kształcie pętli dla stanowiska Danii na Expo 2010 w Szanghaju o powierzchni 3000 metrów kwadratowych. W środku poprowadzona została ścieżka rowerowa, która umożliwiała zwiedzanie duńskiej wystawy nie schodząc z roweru. W kolejnych latach zaczął pracować coraz częściej nad międzynarodowymi projektami.

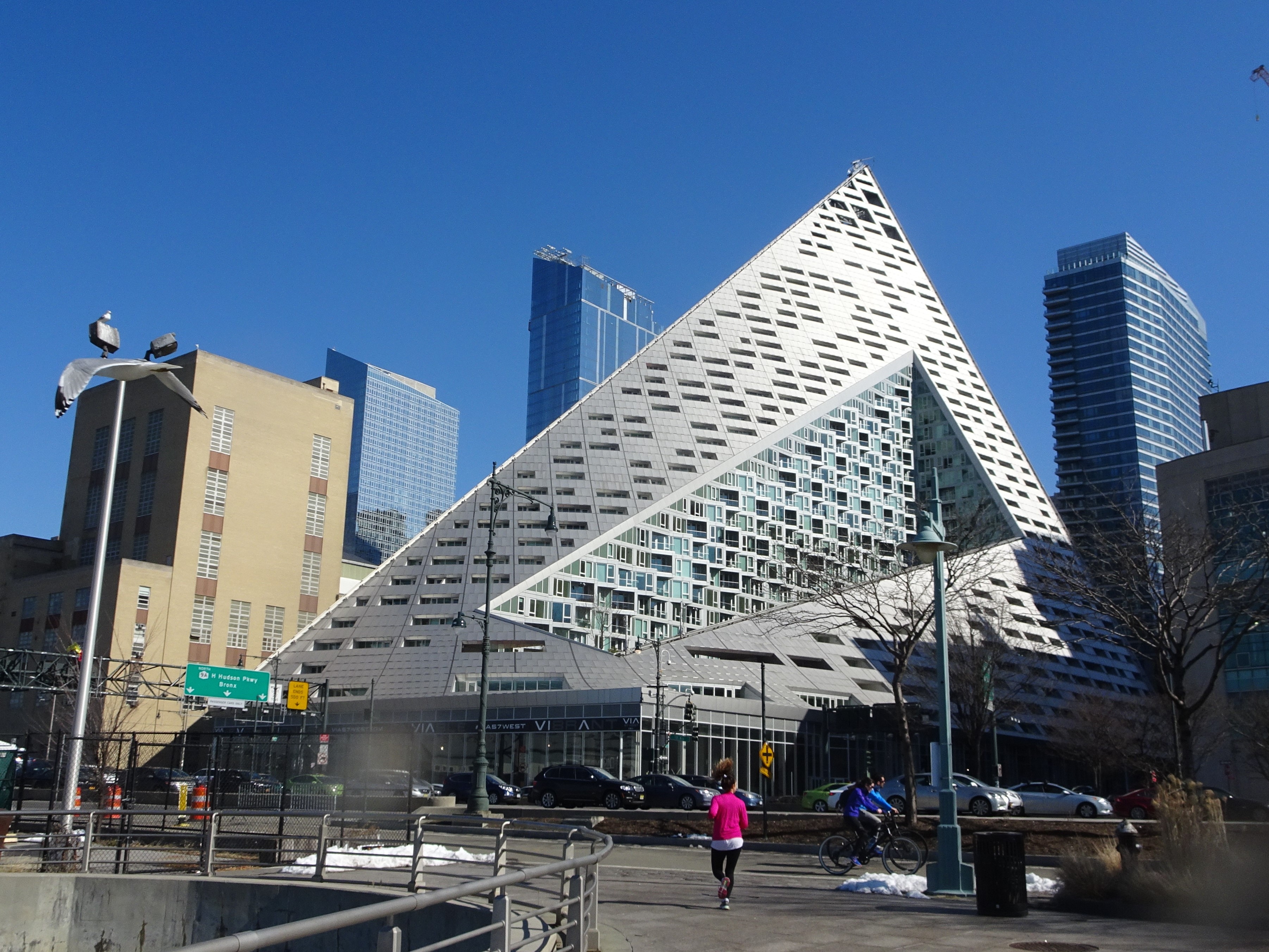
VIA 57 West

W 2011 został ogłoszony Innowatorem Roku w Architekturze przez The Wall Street Jornual. W 2012 Ingels przeniósł się do Nowego Jorku, by nadzorować prace nad budynkiem mieszkalnym VIA 57 West. W 2015 przedstawił projekt systemu ochrony przeciwpowodziowej DryLine w Nowym Jorku. Architekt zaaranżował wały przeciwpowodziowe w projekcie tak, by te pełniły również „funkcję społeczną” – zaprojektował park na nadbrzeżu rzeki wraz z nasypami oddzielającymi od wody.
W 2015 BIG rozpoczął prace nad projektem siedziby dla Google. W 2022 ukończono kampus Bay View projektu BIG. Pracownia także w 2015 zaprojektowała WTC 2. W 2016 magazyn TIME umieścił go na liście 100 Najbardziej Wpływowych Ludzi.
W 2019 ukończona została spalarnia śmieci CopenHill w Kopenhadze projektu BIG. Spalarnia jest w kształcie stoku, a na jej zielonym dachu znajduje się powierzchnia do zjazdów na nartach. Spalarnia nie emituje żadnych szkodliwych gazów, a jedynie parę wodną.
W 2019 pojawiły się informacje o tym, że BIG zajmie się zaprojektowaniem kompleksu przy ulicy Towarowej 22 w Warszawie. Na działce o powierzchni 6 hektarów powstać miały biurowce przecięte parkiem, umożliwiającym wejście na zielony dach. W 2022 rozpoczęła się rozbiórka starych obiektów przy Towarowej 22, jednak deweloper nie wspomina obecnie o projekcie pracowni Ingelsa.

## Styl

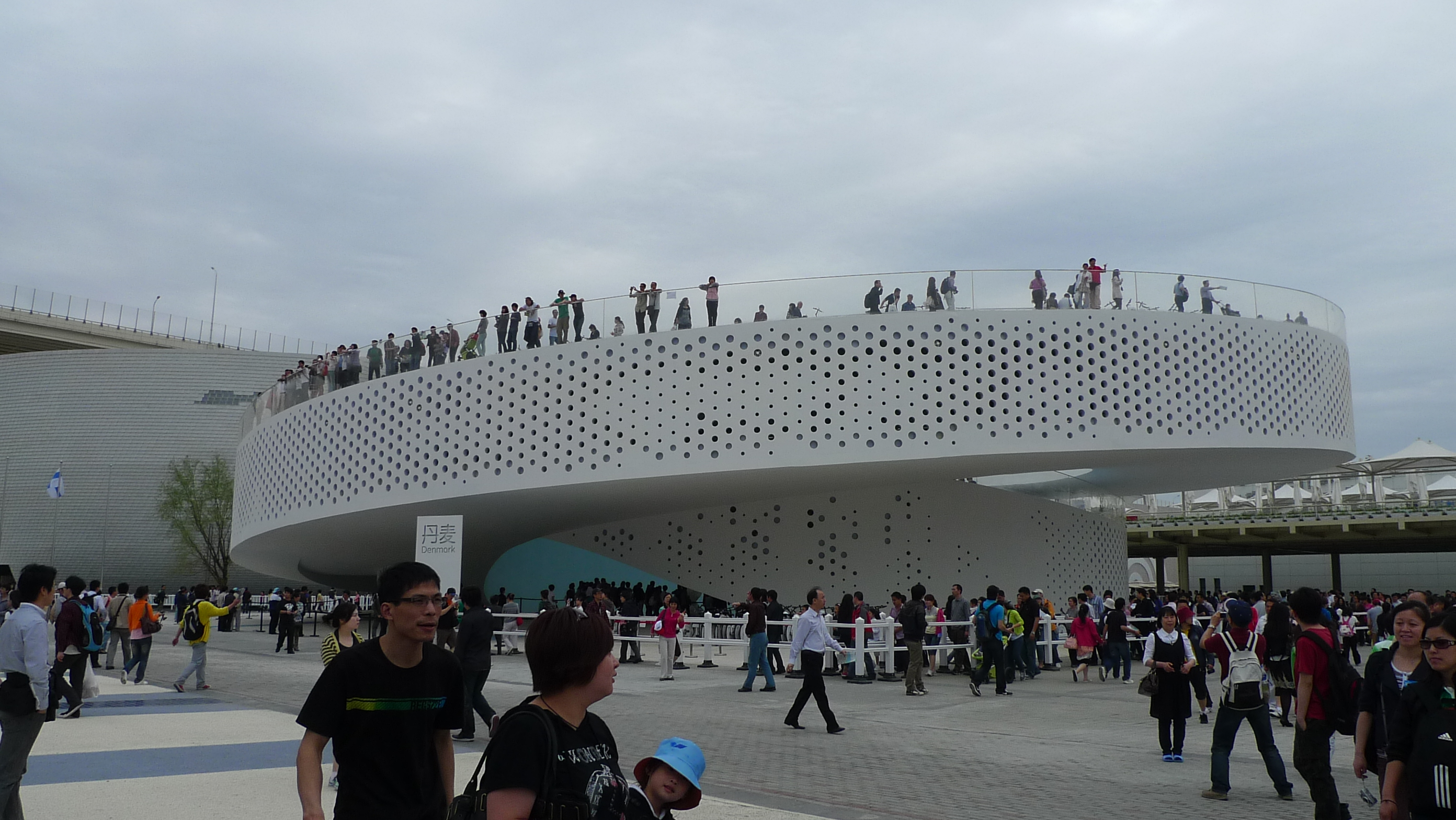
Duński pawilon na Expo 2010

Projekty Ingelsa reprezentują „egalitarne” podejście do architektury, skupiając się na potrzebach ludzi korzystających z budynków, posiadają wiele wspólnych przestrzeni dopasowanych do potrzeb wszystkich mieszkańców. Jego projekty często łączą ze sobą niepasujące na pierwszy rzut oka elementy, jak chociażby połączenie spalarni śmieci z jazdą na nartach (projekt Amager Bakke).
Budynki wychodzące spod planów Ingelsa często przybierają kaskadową formę, schodzących w dół tarasów – najczęściej zielonych, wypełnionych roślinami. Przykładowo budynek 8 House nawiązuje do okolicznych pól uprawnych.
Swoją filozofię dotyczącą architektury Ingels prezentuje w manifeście Yes is More stworzonego w formie komiksu. Prezentuje w nim koncepcję którą nazywa „hedonistycznym zrównoważonym rozwojem” – zakłada, że możliwa jest architektura, której praktycznym celem jest tworzenie miejsc doskonałych zarówno społecznie, gospodarczo i ekologicznie.

## Życie prywatne

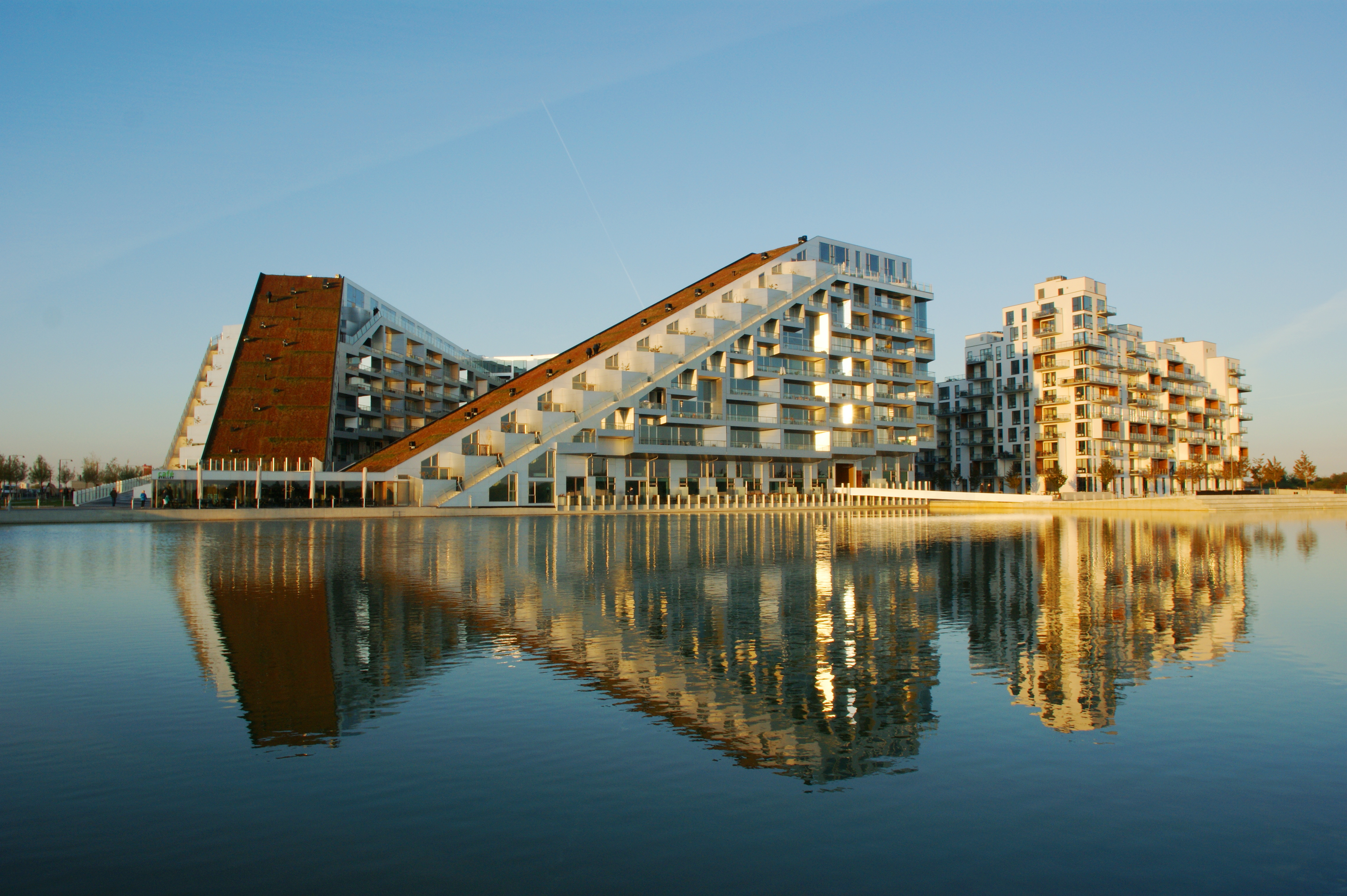
8 House

Jest w związku z hiszpańską architektką Ruth Otero, z którą ma syna.

## Niektóre projekty
- VM Houses, Ørestad, Kopenhaga (ukończony w 2005)
- Mountain Dwellings, Ørestad, Kopenhaga (ukończony w 2008)
- Times Square Valentine, Nowy Jork, USA (ukończony w 2012)
- VIA 57 West, Nowy Jork, USA (ukończony w 2016)
- Lego House, Billund, Dania (ukończony w 2018)
- Amager Bakke, Kopenhaga, Dania (ukończony w 2017)

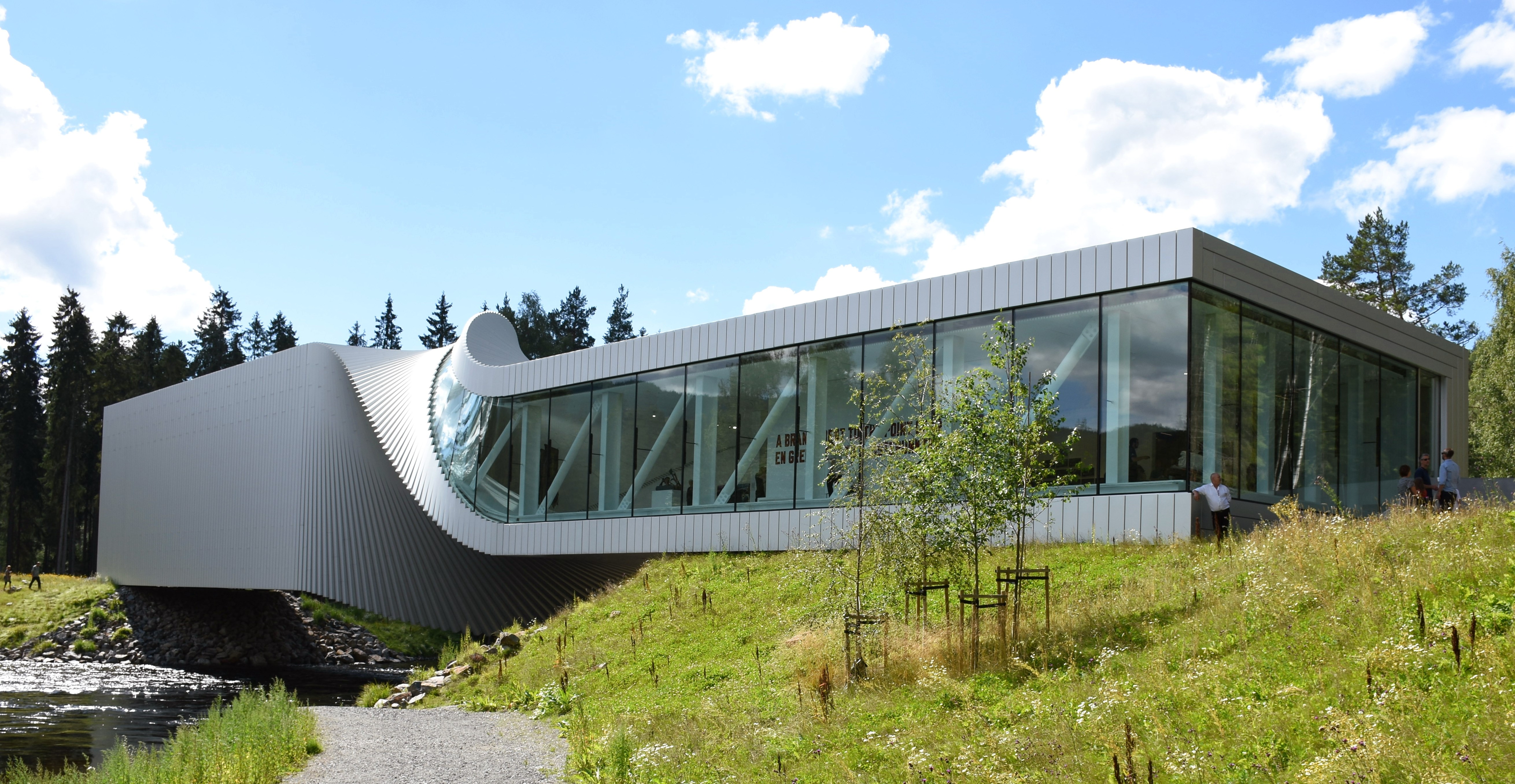
The Twist, Muzeum Kistefos

## Niektóre nagrody i wyróżnienia
Niektóre nagrody i wyróżnienia:
- Złoty Lew na Architektonicznym Biennale w Wenecji (2004)
- Nagroda Forum AID dla najlepszego budynku w Skandynawii (2006)
- Nagroda Forum AID dla najlepszego budynku w Skandynawii (2008)
- Honorowa Nagroda Dreyer (2011)
- Nagroda Kulturalna Duńskiej Pary Książęcej (2011)
- Innowator Roku w Architekturze wg The Wall Street Journual (2011)
- 100 Najbardziej Wpływowych Ludzi wg TIME (2016)
- Medal C.F. Hansena (2017)